# Hornebkha
Hornebkha, görögösen Muthisz, Mutisz (? – Kr. e. 393 után) az egyiptomi XXIX. dinasztia második fáraója Kr. e. 393-ban.
Édesapját, I. Nefaarudot követte a trónon. Rövid idejű uralkodás után trónfosztották.